# Luciana Serra
Luciana Serra (Genova, 4 novembre 1946) è un soprano italiano.

## Biografia
Ha debuttato nel 1966 a Budapest in Il convito di Domenico Cimarosa, per poi raggiungere il pieno successo negli anni settanta, quando si è esibita in Lucia di Lammermoor di Donizetti e in La sonnambula di Bellini, ruoli con i quali ha in breve tempo conquistato i palcoscenici dei principali teatri di tutto il mondo.
Nei primi anni '70 segue il maestro Michele Casato a Teheran dove debutta in alcuni ruoli.
Al Teatro Verdi (Trieste) nel 1979 è Lakmé, nel 1981 Amina in La sonnambula e nel 1983 Dinorah.
Al Teatro alla Scala di Milano esordisce nel 1983 come Lucia in Lucia di Lammermoor nella prima rappresentazione con Luciano Pavarotti. Successivamente torna al Piermarini a più riprese: nel 1985 è Alcina con Bernadette Manca di Nissa e Norina nella prima di Don Pasquale con Sesto Bruscantini ed Alfredo Kraus, nel 1986 Amina in La sonnambula con Bonaldo Giaiotti e Gloria Banditelli diretta da Gianandrea Gavazzeni e la regina della Notte nella prima del Flauto magico con Hermann Prey, nel 1988 Teti nella prima di Fetonte di Niccolò Jommelli con Luciana D'Intino e Sumi Jo e Berenice nella prima di L'occasione fa il ladro con William Matteuzzi, nel 1992 Zerlina nella prima di Fra Diavolo e nel 1994 tiene un recital.
All'Opera di Chicago nel 1983 è Lakmé e nel 1986 la Regina della Notte nel Flauto magico diretta da Leonard Slatkin.
Al San Francisco Opera nel 1984 è Gilda in Rigoletto e nel 1987 la Regina della Notte nel Flauto magico.
Ancora a Trieste nel 1985 è Miss Lucia in Lucia di Lammermoor, nel 1987 Marie in La figlia del reggimento e nel 1988 Anna Glavari in La vedova allegra.
Nel 1985 è Adina in L'elisir d'amore al Teatro dell'Opera di Roma.
In particolare sono rimaste nella memoria le performance del 1987 e del 1988 al Teatro Regio di Torino, rispettivamente nel Barbiere di Siviglia di Rossini e nel Don Pasquale di Donizetti, di cui la casa discografica Nuova Era ha pubblicato su CD le registrazioni dal vivo. Altrettanto notevole, sempre durante gli anni ottanta, l'interpretazione della Regina della Notte nel Flauto magico di Mozart, prima alla Royal Opera House di Londra e in seguito alla Staatsoper di Vienna.
Nel 1987 è la Regina della Notte nel Flauto Magico con Barbara Bonney al Grand Théâtre di Ginevra e all'Opéra de Montréal è Elvira ne I Puritani di Vincenzo Bellini. Per il Gran Teatro La Fenice di Venezia nel 1988 è Amina ne La sonnambula, nel 1992 tiene un recital, nel 1993 è Margherita in Faust con Chris Merritt e Samuel Ramey ed Anaïde in Moïse et Pharaon con Ruggero Raimondi, nel 1997 Lucia di Lammermmor al PalaFenice al Tronchetto e nel 2000 tiene un recital di romanze da camera di Bellini nella Scuola Grande di San Giovanni Evangelista.
Nel 1988 è la Regina della Notte nel Flauto magico diretta da Nikolaus Harnoncourt al Wiener Staatsoper e la principessa di Navarra nella prima rappresentazione nel Teatro Gaetano Donizetti di Bergamo di Gianni di Parigi.
A Bilbao nel 1989 canta in I puritani e nel 1990 in La sonnambula.
Debutta al Metropolitan Opera House di New York diretta da James Levine nel 1991 come Regina della Notte nel Flauto Magico con Kathleen Battle e nel 1994 vi ritorna come Elettra in Idomeneo con Plácido Domingo e Dawn Upshaw.
Al Festival di Salisburgo con i Wiener Philharmoniker diretta da Georg Solti nel 1991 è la Regina della Notte nel Flauto Magico e nel 1993 Mrs. Alice Ford in Falstaff con José van Dam e Susan Graham.
All'Opéra national de Paris nel 1991 è la Regina della Notte nel Flauto Magico e nel 1993 Olympia in I racconti di Hoffmann.
Nel 1993 al Bunka kaikan Theatre di Tokio è Gilda nel Rigoletto di Giuseppe Verdi diretta da Riccardo Chailly.
Nel 1995 è Gilda nel Rigoletto con Ramón Vargas all'Arena di Verona e Violetta in La traviata allo Sferisterio di Macerata.
Negli ultimi anni ha tenuto numerosi concerti in Italia e in Svizzera, in collaborazione con l'orchestra "Giovani Archi Veneti".
Specialista del repertorio operistico italiano del primo Ottocento, è in grado di spaziare dall'opera buffa al genere drammatico, affrontando con relativa facilità i brani più virtuosistici per mezzo di una voce cristallina, estesa ed assai agile, che, a parere della critica, ne fa un'erede naturale di Toti Dal Monte.
Tiene attualmente masterclass in tutto il mondo ed è docente di tecnica vocale all'Accademia del Teatro alla Scala di Milano. Nel 2018 è stata Presidente del Premio Fausto Ricci.

## Repertorio
| Ruolo                                 | Titolo                                    | Autore           |
| ------------------------------------- | ----------------------------------------- | ---------------- |
| Zerlina                               | Fra Diavolo                               | Auber            |
| Giulietta Capuleti                    | I Capuleti e i Montecchi                  | Bellini          |
| Amina                                 | La sonnambula                             | Bellini          |
| Elvira                                | I puritani                                | Bellini          |
| Stefania                              | Il fantasma nella cabina                  | Betta            |
| Eleonora                              | Il convito                                | Cimarosa         |
| Carolina                              | Il matrimonio segreto                     | Cimarosa         |
| Lakmé                                 | Lakmé                                     | Delibes          |
| Gilda                                 | L'ajo nell'imbarazzo                      | Donizetti        |
| Corilla Scortichini                   | Le convenienze ed inconvenienze teatrali  | Donizetti        |
| Anna Bolena                           | Anna Bolena                               | Donizetti        |
| Principessa di Navarra                | Gianni di Parigi                          | Donizetti        |
| Serafina                              | Il campanello                             | Donizetti        |
| Adina                                 | L'elisir d'amore                          | Donizetti        |
| Eleonora                              | Il furioso all'isola di San Domingo       | Donizetti        |
| Eleonora d'Este                       | Torquato Tasso                            | Donizetti        |
| Lucia Ashton                          | Lucia di Lammermoor                       | Donizetti        |
| Marie                                 | La figlia del reggimento                  | Donizetti        |
| Norina                                | Don Pasquale                              | Donizetti        |
| Donna Elvira                          | Don Giovanni o sia Il convitato di pietra | Gazzaniga        |
| Euridice                              | Orfeo ed Euridice                         | Gluck            |
| Marguerite                            | Faust                                     | Gounod           |
| Juliette                              | Roméo et Juliette                         | Gounod           |
| Alcina                                | Alcina                                    | Händel           |
| Teti                                  | Fetonte                                   | Jommelli         |
| Hanna Glawari                         | La vedova allegra                         | Lehár            |
| Kitty                                 | L'ultimo selvaggio                        | Menotti          |
| Dinorah                               | Dinorah                                   | Meyerbeer        |
| Elettra                               | Idomeneo Re di Creta                      | Mozart           |
| Contessa d'Almaviva Susanna           | Le nozze di Figaro                        | Mozart           |
| Königin der Nacht                     | Il flauto magico                          | Mozart           |
| Olympia Antonia Giulietta Stella      | Les contes d'Hoffmann                     | Offenbach        |
| Liù                                   | Turandot                                  | Puccini          |
| Edonide                               | Alcide al bivio                           | Righini          |
| La Regina di Šemachan                 | Il gallo d'oro                            | Rimskij-Korsakov |
| Giulia                                | La scala di seta                          | Rossini          |
| Berenice                              | L'occasione fa il ladro                   | Rossini          |
| Zenobia                               | Aureliano in Palmira                      | Rossini          |
| Rosina                                | Il barbiere di Siviglia                   | Rossini          |
| Ninetta                               | La gazza ladra                            | Rossini          |
| Contessa di Folleville Madama Cortese | Il viaggio a Reims                        | Rossini          |
| Pamyra                                | La siège de Corinthe                      | Rossini          |
| Anaï                                  | Moïse et Pharaon                          | Rossini          |
| Comtesse Adèle                        | Il conte Ory                              | Rossini          |
| Rosalinde                             | Il pipistrello                            | Strauss, Johann  |
| Philine                               | Mignon                                    | Thomas           |
| Giselda                               | I Lombardi alla prima crociata            | Verdi            |
| Gilda                                 | Rigoletto                                 | Verdi            |
| Violetta Valery                       | La traviata                               | Verdi            |
| Mrs Alice Nannetta                    | Falstaff                                  | Verdi            |

## Discografia
Opere complete
- Righini, Alcide al bivio - Gotti/McKinney/Serra/Browne/El Hage, 1979 Bongiovanni
- Auber, Fra Diavolo - Zedda/Serra/Dupuy/Raffanti/Portella, 1981 Warner Fonit
- Rossini, Aureliano in Palmira - Zani/Serra/Barbacini/Müller-Molinari/Tosi/Pizzoli 1981 Ars Nova LP - Sarx CD
- Meyerbeer, Dinorah - Podic/Serra/Romero/D'Artegna/Cosotti, 1983 Living Stage
- Mozart, Il flauto magico - Davis/Schreier/Price/Serra, 1984 Philips
- Donizetti, L'elisir d'amore - Gelmetti/Kraus/Serra/Corbelli/Alaimo, 1984 Living Stage
- Donizetti, Torquato Tasso - De Bernart/Alaimo/Serra/Palacio/Coviello/Ciliento, 1985 Bongiovanni
- Rossini, Il barbiere di Siviglia - Campanella/Dara/Blake/Serra/Pola/Montarsolo, 1987 Nuova Era
- Offenbach, I racconti di Hoffmann - Cambreling/Shicoff/Norman/Plowright/Serra/Van Dam/Murray, 1988 EMI
- Donizetti, Gianni di Parigi - Ciliario/Serra/Romero/Morino, 1988 Nuova Era
- Rossini, Il Viaggio a Reims - Abbado/Dara/Serra/Raimondi/Gimenez/Ramey/McNair/Matteuzzi/Studer, 1992 Sony
- Rossini, Le siege de Corinthe - Olmi/Serra/Raffanti/Lippi/Caforio/Comencini, 1992 Nuova Era

Recitals e arie
- Belcanto Recital - Rizzi/Serra, Ars Nova LP
- Luciana Serra in Concerto - Kettelson/Moruzzi/Serra, Bongiovanni LP
- In Concerto - Molinari/Serra/La Scola/Raimondi, Bongiovanni
- Portraits - Zedda/Serra, 1985 Fonit Cetra LP - Warner Fonit CD

## Filmografia
| Anno | Titolo Ruolo                                                   | Cast                                                | Direttore          | Etichetta           |
| ---- | -------------------------------------------------------------- | --------------------------------------------------- | ------------------ | ------------------- |
| 1981 | Les Contes d'Hoffmann Olympia                                  | Plácido Domingo, Agnes Baltsa, Ileana Cotrubaș      | Georges Prêtre     | Warner Classics     |
| 1984 | L'ajo nell'imbarazzo Gilda Tellemanni                          | Enzo Dara, Alessandro Corbelli, Paolo Barbacini     | Bruno Campanella   | Hardy Classic       |
| 1986 | Lucia di Lammermoor Lucia Ashton                               | Alfredo Kraus, Giorgio Zancanaro, Boris Martinovich | Angelo Campori     | Pioneer             |
| 1987 | Rigoletto Gilda                                                | Leo Nucci, Alfredo Kraus, Michele Pertusi           | Angelo Campori     | Pioneer             |
| 1990 | La scala di seta Giulia                                        | Alessandro Corbelli, David Kuebler, Alberto Rinaldi | Gianluigi Gelmetti | EuroArts            |
| 1991 | Die Zauberflöte La Regina della Notte                          | René Pape, Deon Van Der Walt, Herbert Lippert       | Georg Solti        | Decca               |
| 1991 | Die Zauberflöte La Regina della Notte                          | Francisco Araiza, Kathleen Battle, Kurt Moll        | James Levine       | Deutsche Grammophon |
| 2000 | Le convenienze ed inconvenienze teatrali La primadonna Corilla | Andrea Concetti, Sabrina Vitali, Maurizio Leoni     | Enrique Mazzola    | Kicco Classic       |